# زیست‌موسیقی‌شناسی
زیست‌موسیقی‌شناسی (به انگلیسی: Biomusicology)، مطالعه موسیقی از دیدگاه زیست‌شناسی است. این اصطلاح توسط نیلز ال. والین در سال ۱۹۹۱ ابداع شد تا چندین شاخه از روان‌شناسی موسیقی و موسیقی‌شناسی از جمله موسیقی‌شناسی تکاملی، علم عصب‌شناسی موسیقی و موسیقی‌شناسی قومی را دربر گیرد.